# 장성 박수량 백비
장성 박수량 백비(長城 朴守良 白碑)는 전라남도 장성군 황룡면 금호리 호사(여절) 마을에 있는 조선시대 청백리 정혜공 박수량의 묘 앞에 세운 호패형 비석이다. 2001년 12월 13일 전라남도의 기념물 제198호로 지정되었다.

## 개요
박수량은 40여년 동안 관리 생활을 하면서 두번에 걸쳐 청백리에 녹선되었는데, 죽은 후 그의 청백 정신을 기리기 위해 묘 앞에 비문을 새기지 않고 세운 호패형 비석이다. 일명 백비(白碑)라 부른다.
박수량은 1514년(중종 9년) 별시 문과에 급제하여 한성부판윤ㆍ의정부 우참찬등 경상의 지위에 이르렀으며, 1546년(명종 원년)과 1551년(명종 6년) 2번에 걸쳐 청백리에 녹선되었다.
일찍이 자식들이 셋집을 마다하고 서울에 집을 지으려 하자 크게 꾸짖기를「나는 본래 시골 출신으로 외람되게 성은을 입어 판서의 반열에까지 올랐으니 분수에 넘는 영광이다. 그런데 너희들이 어찌 서울에 집을 지을 수 있겠는가.」라며 자주 타일렀다. 또 죽음에 이르러서는 「죽은 후에 절대로 시호를 청하거나, 비석을 세우지 말라」고 유언하였다.
1554년(명종 9년) 그의 부음을 아뢰자 명종은 이틀 동안 정무를 철폐하고 예관을 보내어 유제하였는데, “박수량의 집이 곤궁하여 상사를 치를 수도 없고 시골로 내려가는 것 역시 어렵다 하니, 일로에 관인들로써 호송케 하고 장사 비용을 제급하고 증직하는 것이 좋겠다."고 하였다. 국가의 특별한 부의로 장례를 치렀다.
38여년의 관리 생활을 하면서 경상의 지위에까지 이르렀으나, 집 한칸 마련하지 못할 정도로 청렴 결잭하게 공직을 수행하다 한 섬도 못 된 곡식만 남기고 떠나갔다. 겉은 깨끗해도 속이 더러운 자들이 식은땀을 흐르고도 남을 청빈이었다.
이후 후손은 그의 뜻을 받들어 비석에 아무 것도 새기지 않고 그냥 빗돌만 세웠다. 이 호패형 무서백비는 청백리 박수량의 청빈한 삶의 정신을 당대는 물론 후대에까지 귀감이 되게 하는 상징적인 유물로서 그 의미가 크다 할 것이다.

## 일화
- 일찍이 자제들에게 말하기를 "나는 본래 초야의 출신으로 외람되게 성은을 입어 판서의 반열에까지 올랐으니, 분수에 넘는 영광이다.[2]
- 죽음에 이르러 후손들에게 "내가 죽거든 절대 시호를 청하거나, 묘비를 세우지 말라"는 유언을 남겼다.

## 상훈과 추모
- 1788년(정조 12) 모암서원 배향[3]
- 1805년(순조 5) 시호 정혜(貞惠) 내림[4]
- 1888년 (고종 25) 묘비 건립[5]
- 1916년 유허비 건립
- 1941년 생가 청백당 및 제실 중수[6]
- 1941년 유허비 및 하마석 설치[7]
- 1945년 《아곡 실기》 발간[8]
- 1947년 신도비 건립[9]
- 1979년 장성 수산사 배향[10]
- 1984년 전라남도 문화재자료 제105호 지정[11]
- 1985년 《청백리 아곡 박선생 실기》 발간[12]

## 참고 자료
- 장성박수량백비 - 국가유산청 국가유산포털

## 같이 보기
- 박수량